# زمین‌لرزه کلان‌راندگی

زمین لرزه کلان راندگی در مناطق فرورانش صفحات همگرا رخ میدهد

زمین‌لرزه کلان‌راندگی (انگلیسی: Megathrust earthquake) در مرز همگرای صفحه‌های زمین‌ساختی رخ می‌دهد، جایی که یک صفحه زمین‌ساختی به زیر صفحه دیگر رانده می‌شود.
زمین‌لرزه‌های کلان‌راندگی بر اثر لغزش در امتداد گسل‌های راندگی رخ می‌دهند که این گسل‌ها محل تماس بین دو صفحه زمین‌ساختی را تشکیل می‌دهند. این زمین‌لرزه‌های بین‌صفحه‌ای قدرتمندترین نوع زمین‌لرزه در سیاره زمین هستند و بزرگای گشتاوری آن‌ها می‌تواند از ۹٫۰ نیز بیشتر شود. از سال ۱۹۰۰، همه زمین‌لرزه‌های روی‌داده با بزرگی ۹٫۰ و بالاتر، از نوع کلان‌راندگی بوده‌اند.
گسل‌های راندگی که عامل زمین‌لرزه‌های کلان‌راندگی هستند، اغلب در کف درازگودال‌های اقیانوسی کشیده شده‌اند. در این موارد، زمین لرزه‌ها می‌توانند به‌طور ناگهانی کف دریا را در یک منطقه بزرگ جابه‌جا کنند. در نتیجه زمین‌لرزه‌های کلان‌راندگی اغلب باعث ایجاد سونامی شده که به‌طور قابل توجهی ویرانگرتر از خود زمین‌لرزه هستند. سونامی‌های بزرگ می‌توانند از حوضه‌های اقیانوسی عبور کرده و مناطق دور از زمین‌لرزه اصلی را نیز ویران کنند.